# Greta Knutson
Greta Knutson o Knutson-Tzara (Estocolmo 10 de noviembre de 1899 – París 6 de marzo de 1983) fue una pintora, crítica de arte, traductora, ensayista, poeta y escritora sueca.

## Trayectoria
Nació en una familia acomodada e intelectual. La relación con su padre, que era un hombre severo y dominante, fue complicada. Él la orientó hacia las bellas artes para las que supo ver que tenía un talento claro y le hizo abandonar los estudios de lenguas para los que también tenía buenas cualidades. Hablaba con fluidez varios idiomas. Su madre era una mujer liberal de izquierdas y una adelantada activista feminista. Al acabar su educación secundaria superior comenzó su formación artística en la Academia de Bellas Artes del pintor Carl Wilhelmson entre 1918 y 1919. Pasó otro año en la Escuela Real de Bellas Artes de Estocolmo, pero a principios de 1920, se estableció definitivamente en París, donde el cubismo, el dadaísmo y el surrealismo estaban a la vanguardia del arte, para estudiar entre 1921 y 1922 en la escuela del pintor cubista André Lhote, donde pudo aplicar las enseñanzas de los viejos maestros y al mismo tiempo incluir imágenes multifacéticas, formas geométricas y perspectivas rotas propias del cubismo. Se convirtió en parte de la colonia de artistas escandinavos del círculo de Thora y Nils Dardel. Al año, dejó la escuela para seguir su propio camino como se aprecia en su Autorretrato de 1923.
En 1924, conoció al escritor rumano cofundador del dadaísmo, Tristan Tzara. Estuvieron casados desde el 8 de agosto de 1925 hasta el 25 de octubre de 1942 en que se divorciaron, aunque en 1937 estaban ya separados. Tuvieron un hijo, Christophe. El matrimonio resultó una buena alianza, puesto que él aportó la red de contactos y ella la estabilidad económica.
En 1926, Knutson recibió una gran herencia y su marido decidió comprar un terreno en Montmartre, en el número 15 de la avenida Junot que disponía de una magnífica vista de la ciudad y construyeron un edificio de cinco plantas con una estética muy alejada de los arabescos del art nouveau y del nuevo estilo art déco que estaba en boga desde la Exposición Internacional de 1925. Adolf Loos, el arquitecto austríaco de la Bauhaus, encargado de diseñarla, tuvo que modificar la fachada trasera para añadir el estudio de Knutson, que, lamentablemente, había omitido. La casa fue un lugar de encuentro de artistas dadaístas y surrealistas como Pablo Picasso, Alberto Giacometti, Yves Tanguy, Max Ernst, André Breton, Louis Aragon, Salvador Dali, Joan Miró, Paul Éluard con el que la pareja tuvo una estrecha amistad, Man Ray, Philippe Soupault y muchos otros. Durante la década de 1930, su obra, especialmente el dibujo y la poesía estuvieron influenciados por el surrealismo pero sin perder su personalidad, originalidad y sentido crítico. Se cuenta que dijo que no necesitaba escribir mucho sobre el grupo surrealista porque consideraba que ya se había escrito mucho sobre ellos. Parece ser que no le interesó la visión del arte de los surrealistas, prefirió mantenerse alejada de su actitud "antiintelectual" y de su forma de pintar, guiada por impulsos superiores, externos e inconscientes y continuar desarrollando su proceso creativo de forma tradicional, analizando y trabajando los temas. Según dijo: "apenas podía mostrar al grupo de Bretón lo que estaba haciendo". Gracias a su independencia financiera, tuvo la posibilidad de decidir por sí misma, capacidad que suele ser privilegio de artistas masculinos. Otro aspecto que le hizo rebelarse contra los surrealistas fue el concepto que tenían de las mujeres jóvenes como odaliscas o musas inspiradoras de sensaciones eróticas, en lugar de ser respetadas o admiradas por su talento o cultura.
Durante el periodo de entreguerras, realizó varias exposiciones colectivas e individuales, tanto en Francia como en Suecia. En 1926, participó en Optimisterna, en Liljevalch, Estocolmo, los Optimistas eran un grupo de artistas modernistas suecos con los que volvió a exponer en 1928 en Gotemburgo, en aquella época sus pinturas eran de estilo fauvista y cubista. Desde 1929, participó en el parisino Salon des Surindépendants. Sus primeras exposiciones individuales fueron en 1929 en París, en la galería de Leopold Zborowski y en 1932 en Estocolmo. En 1935, estuvo presente en la Exposición de la Asociación Internacional de Artistas Antifascistas de Londres. Participó junto a Tzara, André Breton, Valentine Hugo y otros surrealistas en la creación de varias obras colectivas del ciclo cadáveres exquisitos, de los que algunos se encuentran actualmente en el MoMA de Nueva York o en el Centro Pompidou de París. A fines de la década de 1930, pintó un retrato del escultor suizo Alberto Giacometti.

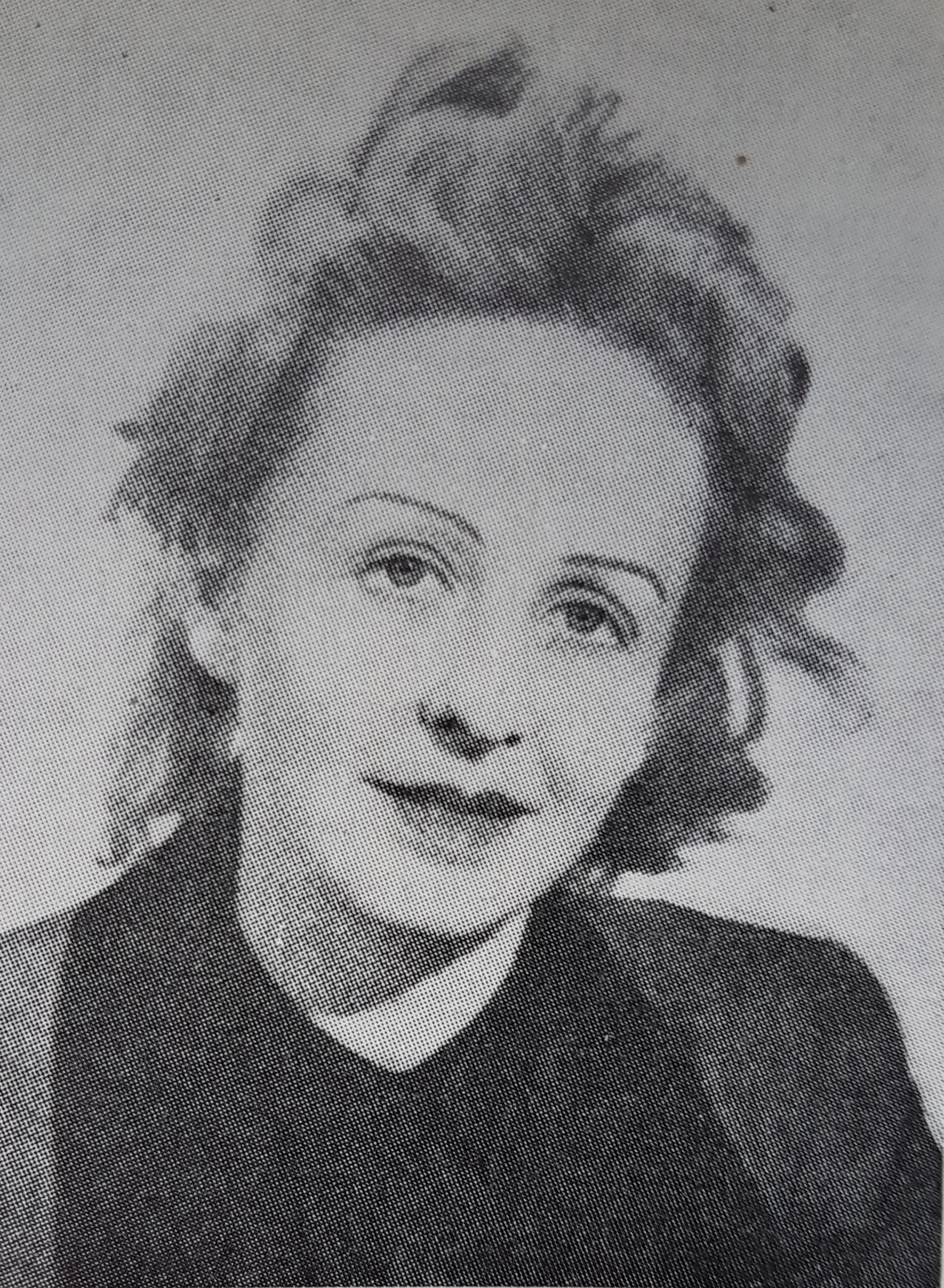
Greta Knutson

Impulsó en 1933, junto a su marido y al poeta sueco Gunnar Ekelöf, la publicación Fransksurrealism para la revista Spektrum de Estocolmo, que contenía artículos sobre Dalí y seis poemas de Tzara, Breton y Éluard, traducidos por ella y Ekelöf, y cuya portada fue un esfuerzo colectivo de Breton, Tzara, Valentin Hugo y la propia Knutson.
Cuando se separó de Tzara en 1937, abandonó el Surrealismo y escribió que "encontraba insoportable la tiranía de André Breton. Se interesó por la fenomenología de Edmund Husser y Martin Heidegger en su intento de estudiar objetivamente la conciencia. También se sintió atraída por la libertad de estilo de pintores contemporáneos como Georges Braque, Henri Matisse y André Derain. Esta libertad, que ella también adoptó, se puede apreciar en sus pinturas que, desde aquella época y hasta incluso la década de 1970, alternan lo real y lo abstracto e introducen elementos cubistas y surrealistas. Las últimas obras de su vida son las denominadas por ella "pinturas oníricas" y se trata de composiciones fantásticas con serpientes, pájaros y llamas de fuego.
En 1938, Knutson inició una relación con el poeta René Char a quien dio a conocer la poesía lírica alemana de Friedrich Hölderlin e introdujo en la filosofía del que para muchos es el pensador más influyente del siglo XX y de la filosofía contemporánea, Martin Heidegger, al que Char conoció personalmente años más tarde y con el que estableció una buena y larga amistad. Knutson realizó ilustraciones para el ciclo de poesía de Char, Le visage nuptial e ilustró en muchas ocasiones los poemas que le enviaba en sus cartas. Después del final de la guerra, ella misma depositó una gran colección de cartas de Char, su familia y sus amigos en el Instituto Tessin en París.
Durante la ocupación de Francia por las fuerzas alemanas, vivió en Aix-en-Provence, donde tomó parte activa en el movimiento de la resistencia francesa junto a René Char. Arriesgando su propia libertad, suministró papeles falsos y refugio a judíos, comunistas y socialistas que quisieron huir a España. La ironía fue que su casa estaba justo en el edificio de la Gestapo, que no imaginaba que se estuvieran realizando estas actividades tan cerca. Llegó a ser arrestada por un breve periodo, pero gracias a su pasaporte del país neutral que suministraba acero a Alemania, fue liberada. Al mismo tiempo que realizaba estas actividades continuó pintando y en 1944, pintó un retrato de Georgette Goldstein, primera esposa de René Char.
Entre 1951 y 1968, vivió en el sur de Francia, primero en una granja en el pueblo medieval de Gordes en las colinas de Vaucluse, lugar frecuentado por artistas en busca de inspiración y posteriormente en los Pirineos, aunque realizó, hasta finales de la década de 1950, frecuentes viajes a Suecia para las exposiciones que organizaba en la galería sueco-francesa situada en el barrio holmiense de Östermalm, en la ciudad de Gotemburgo y en el Museo del Condado de Gävle. En estos años, trabajó con paisajes en lugar de bodegones y retratos.
Escribió en francés y sueco pero nunca publicó un volumen de su propia poesía en vida. Los escritos literarios, las críticas de arte y las traducciones se publicaron en varias revistas suecas como las ya desaparecidas Spektrum (1931-1933) o Konstrevy (1925-1970) y francesas como Le Surréalisme au service de la révolution, Le Nouveau Commerce, Obliques, Non-Lieu, Orbes donde publicaban escritores de la talla de Hans Arp, Francis Picabia, Blaise Cendrars. Bajo el seudónimo de Christine Carennac, en la década de 1950, publicó crítica de arte en la revista literaria Empedocles junto a Albert Camus y René Char.
En 1980 se editó en Berlín un libro en alemán con escritos suyos que bien tradujo al alemán o escribió de nuevo bajo el título Bestien. El volumen salió en francés a título póstumo, en 1985. El Instituto Cultural Sueco de París puso en marcha una exposición retrospectiva de su obra en 1980. La prestigiosa galería Thielska de Estocolmo también le dedicó una exposición en 1981 que la sacó del semianonimato en el que estaba en Suecia y le dio la oportunidad de ser entrevistada previamente a la inauguración en la Radio SR P1, el 9 de junio de 1981. También el diario Dagens Nyheter de la capital sueca, el 21 de junio de 1981 le dedicó un artículo elogiando su carrera como pintora. Knuston tenía entonces ochenta y dos años, dos años después en 1983, se suicidó en París.
Su poemario Lunaires apareció póstumamente en 1985, en la colección L'Âge d'or de la editorial Flammarion de París. Igualmente en 2019, New England Review, revista literaria trimestral publicada por el Middlebury College, publicó el relato escrito por Knutson The Black Virgin, traducido por Fiona Sze-Lorrain y Christina Cook.
Su obra se puede visitar en el Museo Nacional de Estocolmo, en el Moderna museet de Suecia, en el Norrköpings Konstmuseu o el Museo nacional de arte moderno / Centro Pompidou.

## Reconocimientos
Durante muchos años, Knutson vivió eclipsada por la fama del que fue su marido Tristan Tzara, solo reconocida por haber sido su esposa, tanto en Francia, país en el que vivió, como en Suecia, su país de origen, y en el resto del mundo. Sin embargo, tras su fallecimiento, su obra se convirtió en objeto de estudios, exposiciones y homenajes.  
El Instituto Cultural Rumano de Estocolmo le rindió homenaje en octubre de 2007 con el espectáculo Madame Tzara al que asistieron la crítica de arte Cecilia Sjöholm, el poeta Lasse Söderberg, que había traducido el poemario Lunaires al sueco en 2006, el actor Christian Felix y el editor Jonas Ellerström, amante y divulgador de la cultura rumana en Suecia.
Entre enero y abril de 2017, tuvo lugar en la Galería Mayoral de Barcelona la exposición Mujeres surrealistas que mostraba una veintena de obras de pintoras de este movimiento vinculadas de algún modo a Cataluña. Entre las obras expuestas se encontraba uno de los cadáveres exquisitos elaborado por Valentine Hugo, André Breton y Greta Knutson.
En 2019, se celebró en su país una gran exposición retrospectiva con sus pinturas, dibujos y esculturas en el Norrköpings Konstmuseum de Norrköping, entre el 23 de marzo y el 1 de septiembre.
El Schirn Kunsthalle de Frankfurt inauguró el 13 de febrero de 2020 una muestra bajo el nombre Mujeres fantásticas: Los mundos surrealistas desde Meret Oppehheim a Frida Kahlo, sobre la obra de pintoras surrealistas que incluía a Knutson. Estaba previsto que se clausurara el 24 de mayo, pero el museo tuvo que cerrarse a los pocos días por la crisis sanitaria de la COVID-19 y la exposición se reanudó el 25 de mayo hasta el 5 de julio de ese mismo año por la reapertura del museo.